# Idioma bhili
El bhili (también llamado bhagoria, bhil, bhilbari, bhilboli, bhilla, lengotia, vil) es una lengua indo-aria hablada en la zona central del oeste de la India, en la zona este de Ahmedabad. El bhili es un miembro del grupo de lenguas bhil, el cual está relacionado con el guyarati y el rayastani. Se usa como escritura una variante del devánagari.